# Gråda
Gråda of Leksands-Gråda is een dorp in de Zweedse gemeente Leksand, gelegen op ongeveer 20 km ten zuiden van Leksands-Noret, op de grens met de gemeente Gagnef. Aan de andere kant van Dalälven ligt een dorp met de naam Gråda, dat ter onderscheiding van Leksands-Gråda ook wel de naam Gangsgrådan draagt.